# Lista Przebojów Radia Poznań
Lista Przebojów Radia Poznań (do kwietnia 2017 roku, do czasu zmiany nazwy Radia, funkcjonowała jako Lista Przebojów Radia Merkury) – muzyczna audycja radiowa o charakterze listy przebojów nadawana co tydzień, w każdy piątek od godziny 18:30 do 21:00 w Radiu Poznań.
Po raz pierwszy pojawiła się na antenie Radia Merkury 10 listopada 1990 roku o godzinie 17:30. Pomysłodawcą Listy był Ryszard Gloger. Pierwszym prowadzącym był Sławek Bajew a realizatorem Paweł Kretkowski. Na szczycie pierwszego notowania znalazł się utwór Na progu serca zespołu CETI. Jest to druga najstarsza (po Liście Przebojów Radia PiK), ciągle emitowana lista przebojów w Polsce. Przed pojawieniem się Listy Przebojów Radia Merkury w pierwszych miesiącach istnienia Radia nadawana była Targowa Lista Przebojów emitowana w trakcie trwania wystaw targowych na terenie Międzynarodowych Targów Poznańskich.
Początkowo audycja nadawana była w soboty i trwała 3 godziny. W 2021 roku pojawiła się Lista Przebojów Extra nadawana w piątki od godziny 18:30 do 19:00, w której wspominane były notowania archiwalne Listy Przebojów Radia Poznań sprzed 10, 20 lub 30 lat. Od 11.04.2024 Lista sprzed lat emitowana jest w czwartki w godzinach 19:10-20:00.
Od pierwszego notowania można było głosować na Listę telefonicznie podczas trwania audycji lub wysyłając kartkę pocztową. Aktualnie możliwe jest głosowanie internetowe przez stronę www Listy lub mailowo. Początkowo lista liczyła 30 pozycji + piosenki propozycje do notowania (tzw. rozbieg), następnie 40 pozycji + rozbieg a teraz 20 pozycji +rozbieg. Najpopularniejszym utworem 1500 notowań Listy (podsumowanie miało miejsce 28 grudnia 2018 roku i objęło pierwsze 28 lat jej nadawania) jest piosenka Wojenka zespołu Lao Che.
W 1994 roku do zespołu Listy dołączył KamiL KróL, który jest aktualnie głównym prowadzącym. Przez wiele lat za kontakt ze słuchaczami odpowiadała Małgorzata Foerster. Z Listą współpracuje także Marek Hałuszczak, a na przestrzeni lat swoje korespondencje nadawała w niej Alina Dragan (znana także z korespondencji podczas Listy Przebojów Programu Trzeciego). W listopadzie 2020 roku Lista świętowała 30-lecie swojego istnienia. Ze względu na epidemię Covid-19 nie było hucznych obchodów tego jubileuszu, takich jak w 2015 roku na 25-lecie Listy, kiedy odbył się w poznańskim Centrum Kongresowo-Dydaktycznym Uniwersytetu Medycznego koncert zespołu CETI z towarzyszeniem Orkiestry Symfonicznej Zespołu Szkół Muzycznych w Poznaniu pod dyrekcją Wiesława Bednarka, kwartetu szkolnego i Poznańskiego Chóru Kameralnego „Fermata” pod dyrekcją Mateusza Sibilskiego.